# Bundesautobahn 545
Pour les articles homonymes, voir A545.
La Bundesautobahn 545 était le projet d'une Bundesautobahn dans le Land de Rhénanie-du-Nord-Westphalie.

## Histoire
L'A 545 est le projet d'une deuxième autoroute de l'Eifel prévue au début des années 1970, appelée A 111 jusqu'à ce que l'autoroute allemande soit renommée en 1974. Elle doit partir de la Bundesautobahn 544 (alors A 75) à Aix-la-Chapelle en passant par l'Eifel jusqu'à la Bundesautobahn 1 (alors A 110) près de Nettersheim.
Le début de l'A 545 doit être un échangeur autoroutier sur l'A 544 près de Rothe Erde. De là, l'itinéraire prévu passe par Eilendorf jusqu'à un échangeur autoroutier sur la Bundesautobahn 44 (alors A 15), puis par Roetgen, Simmerath, Schleiden et Kall jusqu'à l'A 1, à l'échangeur de Nettersheim. L'itinéraire prévu entre Simmerath et Schleiden traverse ce qui est aujourd'hui le parc national de l'Eifel.
Le projet est rejeté avec le Plan fédéral des infrastructures de transport de 1980, comme beaucoup de projets d'autoroutes, principalement pour des raisons de coûts. Hormis la conception du carrefour de Nettersheim, aucun travail préalable n'est réalisé pour le projet autoroutier. Le parking de Königsberg est construit sur le site de la jonction autoroutière prévue d'Aix-la-Chapelle-Eilendorf avec l'A 44 afin de pouvoir revendiquer à temps des terrains pour l'autoroute. L'aménagement de ce parking autoroutier ne présente aucune similitude avec un échangeur autoroutier.
À la fin des années 1980, ce projet est partiellement repris et une nouvelle rocade L 221n doit être créée pour Eilendorf, une nouvelle jonction avec l'A 44 dans la zone du parking de Königsberg et une route de contournement menant à Stolberg. En septembre 2023, la municipalité d’Aix-la-Chapelle abandonne finalement ce projet.